# 若原一貴
若原一貴（わかはら かずき、1971年〈昭和46年〉10月12日 - ）は、日本の建築家。日本大学教授。

## 来歴
1994年、日本大学芸術学部美術学科住空間デザインコース卒業後、横河設計工房に入所し、「余白の家」「環境科学国際センター」などの設計に関わる。2000年に独立し、「若原アトリエ」を設立。2019年から日本大学芸術学部デザイン学科の准教授、2024年から教授を務める。

## 主な作品
- 牛窓の家
- 小金井の住宅
- 世田谷の小住宅
- 瑞江の小住宅
- 小日向の仕事場
- 恵比寿の五角形

## 著書
- 『伊礼智の住宅デザイン学校 10人の建築家が教える設計の上達法』（共著、2022年12月、エクスナレッジ）ISBN 978-4-7678-3085-8
- 『小さな家を建てる。』（エクスナレッジ、2017年）ISBN 978-4-7678-2595-3

## 受賞歴
- 第7回 WOOD ONE実施作品コンペ 入選
- 第11回木材活用コンクール 部門賞(第一部門)
- 第30回 INAX デザインコンテスト 入賞
- Hope & home アワード 受賞
- 第34回住まいのリフォームコンクール 優秀賞
- 日本建築学会賞 教育賞（教育貢献）
- 『LIXILメンバーズコンテスト2023』地域最優秀賞

## その他
- 目黒区美術館 建築ガイドツアー講師。[6]